# Mycalesis periscelis
Mycalesis periscelis är en fjärilsart som beskrevs av Hans Fruhstorfer 1908. Mycalesis periscelis ingår i släktet Mycalesis och familjen praktfjärilar. Inga underarter finns listade i Catalogue of Life.